# 高積健
高積健，河南省陳州府項城縣人，清朝政治人物、同進士出身。
光緒六年（1880年），参加庚辰科殿試，登進士三甲第157名。同年五月，著交吏部掣签，分发各省以知县即用。官四川大竹縣知縣。